# Kay Francis
Kay Francis, nata Katharine Edwina Gibbs (Oklahoma City, 13 gennaio 1905 – New York, 26 agosto 1968), è stata un'attrice statunitense.

## Biografia

### Le origini
Nata con il nome di Katharine Edwina Gibbs ad Oklahoma City, era figlia di Katharine Clinton, un'attrice di modesto successo. Nonostante la contrarietà di sua madre, la giovane Kay entrò nel circuito dei teatri locali, nei quali anche sua madre aveva recitato in precedenza.
Successivamente le voci sulle sue origini furono una delle cause che portarono all'improvviso declino della sua carriera. In particolare si diceva che Katharine fosse di sangue misto, con lontane discendenze afro-americane, cosa che, nell'America degli anni trenta, non contribuiva a renderla popolare. In realtà Kay era nel 1937 l'attrice meglio pagata di Hollywood, per cui la Warner cercò di disfarsene avvantaggiando una nuova stella: Bette Davis.

### La carriera
Grazie a una fortunata combinazione di elementi, tra i quali oltre alla bellezza esotica di bruna dagli occhi chiari, una figura da indossatrice (era alta 1,77) e una voce calda e duttile, la resero rapidamente una delle stelle degli anni 1930. La sua avvenenza e la sua capacità di recitare di fronte alla cinepresa le fecero guadagnare il nome di Ragazza glamour americana. Nel 1937 fu eletta la donna più elegante d'America.
Dopo aver firmato un contratto con la Paramount iniziò a recitare al fianco di William Powell e iniziò a girare dalle sei alle otto pellicole l'anno. Nel 1929 affiancò i fratelli Marx nella loro prima esperienza cinematografica, nella commedia Noci di cocco.
Nel periodo dal 1929 al 1931 prese parte a ben ventidue pellicole, e così all'inizio degli anni trenta la Warner Bros. cercò di convincere Kay Francis, Powell e l'attrice Ruth Chatterton a unirsi al loro studio. In cambio la Warner si sarebbe impegnata di fornire a questi attori dei ruoli che consentissero loro di esprimere al meglio le loro caratteristiche. Nelle prime tre pellicole girate per la Warner, Kay Francis recitò ruoli di figure femminili negative, come nel caso de The False Madonna del 1932 dove interpretava un'imbrogliona che si fa passare per una donna che torna dopo la morte del marito per prendersi cura del figlio. Questo ruolo contribuì a rilanciare la sua carriera, rivelandosi il film un successo di pubblico e critica.
Sempre del 1932 è Mancia competente di Ernst Lubitsch, con Herbert Marshall e Miriam Hopkins, in cui interpretava un'affascinante donna dell'alta società che scombina i piani di un ladro che perde la testa per lei: questo film rimarrà probabilmente il migliore della sua carriera. Tra gli altri suoi film il brillante Ragazze per la città di George Cukor (1931), il romantico Amanti senza domani di Tay Garnett (1932), il melodrammatico Confession del 1936. Per alcuni anni Kay sarà la "regina" della Warner e l'attrice meglio pagata di Hollywood, ma, dopo il relativo flop di L'angelo bianco, biografia di Florence Nightingale, i fratelli Warner faranno di tutto per obbligarla a rompere il contratto. Kay verrà obbligata a girare film di serie B a basso costo, avrà il suo nome subordinato ad altri interpreti nei titoli, e i ruoli a lei destinati verranno affidati a Bette Davis che ci costruirà sopra la propria leggenda. Ma Kay continuerà a percepire il suo stipendio fino alla scadenza del contratto, nel 1938.

### Il declino
Negli anni seguenti continuò la sua carriera come free lance apparendo con successo in una riuscita serie di film accanto a  Cary Grant e Carole Lombard, Deanna Durbin e Walter Pidgeon, Walter Huston, Don Ameche e Rosalind Russell. Durante la guerra andò a intrattenere le truppe alleate nei campi militari in giro per il mondo. Da queste esperienze fu tratto il film Four Jills in a Jeep del 1944. Ma per molti divi, il ritorno alla normalità non fu possibile. Kay decise di produrre da sé i suoi film e realizzò fra 1945 e 1946 tre film nei modesti studios Monogram, di cui due noir poi rivalutati dalla critica. Dopodiché l'antica rivale alla Warner, Ruth Chatterton le propose un ruolo in una commedia di cui stava curando la regia. Fu l'occasione per Kay di ritornare al teatro. In seguito si dedicò anche all'attività radiofonica, proseguendo con il favore del suo pubblico quella teatrale (nel 1946 partecipò al successo di Broadway, State of the Union). Nei primi anni cinquanta si ritirò definitivamente dalle scene.

## Filmografia

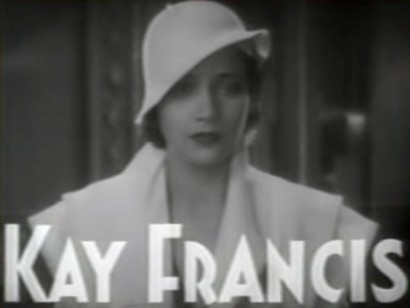
Kay Francis nel film Signore sole

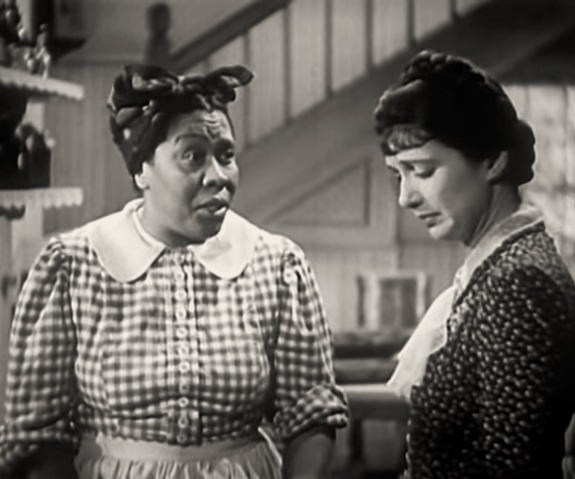
Con Lillian Randolph nel film I due avventurieri

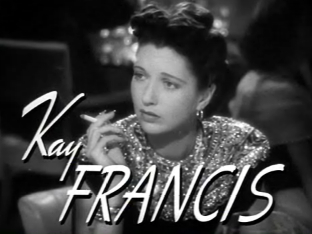
Kay Francis in Chi dice donna...

- Gentlemen of the Press, regia di Millard Webb (1929)
- Noci di cocco (The Cocoanuts), regia di Robert Florey (1929)
- Illusion, regia di Lothar Mendes (1929)
- Funamboli (Dangerous Curves), regia di Lothar Mendes (1929)
- The Marriage Playground, regia di Lothar Mendes (1929)
- Raffles, l'Arsenio Lupin inglese (Raffles), regia di George Fitzmaurice e, non accreditato, Harry d'Abbadie d'Arrast (1930)
- Peccato virtuoso (The Virtuous Sin), regia di George Cukor (1930)
- Nel regno della fantasia (Let's Go Native), regia di Leo McCarey (1930)
- La donna e la femmina (A Notorious Affair), regia di Lloyd Bacon (1930)
- Mani colpevoli (Guilty Hands), regia di W.S. Van Dyke II (1931)
- Ladies' Man, regia di Lothar Mendes (1931)
- L'usurpatore (Strangers in Love), regia di Lewis Seiler (1932)
- Man Wanted, regia di William Dieterle (1932)
- Street of Women, regia di Archie Mayo (1932)
- L'avventura di Teri (Jewel Robbery), regia di William Dieterle (1932)
- Amanti senza domani (One Way Passage), regia di Tay Garnett (1932)
- Mancia competente (Trouble in Paradise), regia di Ernst Lubitsch (1932)
- Infedele (Cynara), regia di King Vidor (1932)
- Signore sole (The Keyhole), regia di Michael Curtiz (1933)
- Temporale all'alba (Storm at Daybreak), regia di Richard Boleslawski (1933)
- Mary Stevens, M.D., regia di Lloyd Bacon (1933)
- Amai una donna (I Loved a Woman), regia di Alfred E. Green (1933)
- La casa della 56ª strada (The House on 56th Street), regia di Robert Florey (1933)
- Tanya (Mandalay), regia di Michael Curtiz (1934)
- Wonder Bar, regia di Lloyd Bacon (1934)
- Dr. Monica, regia di William Keighley e (non accreditato) William Dieterle (1934)
- British Agent, regia di Michael Curtiz (1934)
- Living on Velvet, regia di Frank Borzage (1935)
- Il ponte (Stranded) regia di Frank Borzage (1935)
- Mariti in pericolo (The Goose and the Gander), regia di Alfred E. Green (1935)
- La scomparsa di Stella Parish (I Found Stella Parish), regia di Mervyn LeRoy (1935)
- L'angelo bianco (The White Angel), regia di William Dieterle (1936)
- Aurora sul deserto (Another Dawn), regia di William Dieterle (1937)
- Non puoi impedirmi d'amare (In Name Only), regia di John Cromwell (1939)
- King of the Underworld, regia di Lewis Seiler (1939)
- Questa è la vita (It's a Date), regia di William A. Seiter (1940)
- I due avventurieri (Little Men), regia di Norman Z. McLeod (1940)
- La vendetta dei Dalton (When the Daltons Rode), regia di George Marshall (1940)
- Incontro a New York (The Man Who Lost Himself), regia di Edward Ludwig (1941)
- La zia di Carlo (Charley's Aunt), regia di Archie Mayo (1941)
- Chi dice donna... (The Feminine Touch), regia di W.S. Van Dyke (1941)
- Sempre nel mio cuore (Always in My Heart), regia di Joe Graham (1942)
- Frutto acerbo (Between Us Girls), regia di Henry Koster (1942)
- L'avventuriera di San Francisco (Allotment Wives), regia di William Nigh (1945)

## Doppiatrici italiane
- Marcella Rovena in Infedele[1], Mariti in pericolo, L'angelo bianco
- Tina Lattanzi in Non puoi impedirmi d'amare, La vendetta dei Dalton
- Paola Barbara in La zia di Carlo
- Olga Solbelli in L'avventuriera di San Francisco
- Rita Savagnone in Mancia competente (ridoppiaggio)
- Lorenza Biella in Le noci di cocco (ridoppiaggio)